# 팔라바 문자
팔라바 문자(Pallava script) 또는 팔라바 그란타(Pallava Grantha)는 4세기 인도에서 쓰이기 시작한 브라흐미계 문자로, 남인도의 팔라바 왕조의 이름을 땄다. 인도에서 팔라바 문자는 그란타 문자로 발달했다. 동남아시아로 전해진 팔라바 문자는 발리 문자, 자와 문자, 카위 문자, 바이바이인, 몬 문자, 버마 문자, 크메르 문자, 란나 문자, 타이 문자, 라오 문자, 따이르 문자 등의 지역 문자로 발달했다.
2018년에 팔라바 문자를 유니코드에 추가하자는 제안이 제출되었다.

## 역사
팔라바 왕조 치세에 동남아시아로 진출한 사제, 승려, 학자, 상인들은 팔라바 문자를 함께 가지고 갔다. 팔라바 문자는 타밀 브라흐미 문자를 바탕으로 만들어졌다. 새로운 팔라바 문자의 주된 특징은 자음 글자가 보다 완전해졌다는 점이다. 팔라바 문자는 최초로 일어난 브라흐미 문자의 일대 발전이라 할 수 있는데, 둥근 획과 직사각형 획을 모두 결합하고 서예적 효과를 더했으며, 세속적으로나 종교적으로나 사용하기에 적합했다. 카담바-팔라바 문자는 칸나다 문자와 텔루구 문자의 초기 형태로 발전했다. 글자는 나뭇잎과 종이에 쓰기 적합하도록 더 둥글어지고 고리 모양을 포함하게 되었다.

## 특징
여기서 소개한 자형은 7세기의 예문에서 가져온 것이다. 별표(*)로 표시한 글자들은 동남아시아에서 잘 나타나지 않아서 소릿값이 확실하지 않다.

### 자음자
자음 글자에 따로 모음 기호가 붙지 않으면 기본 모음 /a/가 붙어 발음된다. 끼어드는 모음 없이 두 자음이 연달아 나타나면 두 번째 자음 글자는 아래첨자 꼴로 바뀌어 첫 번째 자음 글자 밑에 붙는다.
| ka | kha  | ga | gha  | nga |
|    |      |    |      |     |
| ca | cha  | ja | jha* | nya |
|    |      |    |      |     |
| ṭa | ṭha* | ḍa | ḍha* | ṇa  |
|    |      |    |      |     |
| ta | tha  | da | dha  | na  |
|    |      |    |      |     |
| pa | pha  | ba | bha  | ma  |
|    |      |    |      |     |
| ya | ra   | la | va   |     |
|    |      |    |      |     |
| śa | ṣa   | sa | ha   |     |
|    |      |    |      |     |

### 독립 모음자
| a | ā | i | ī | u | e | o | ai* | au* |
|   |   |   |   |   |   |   |     |     |

## 사진

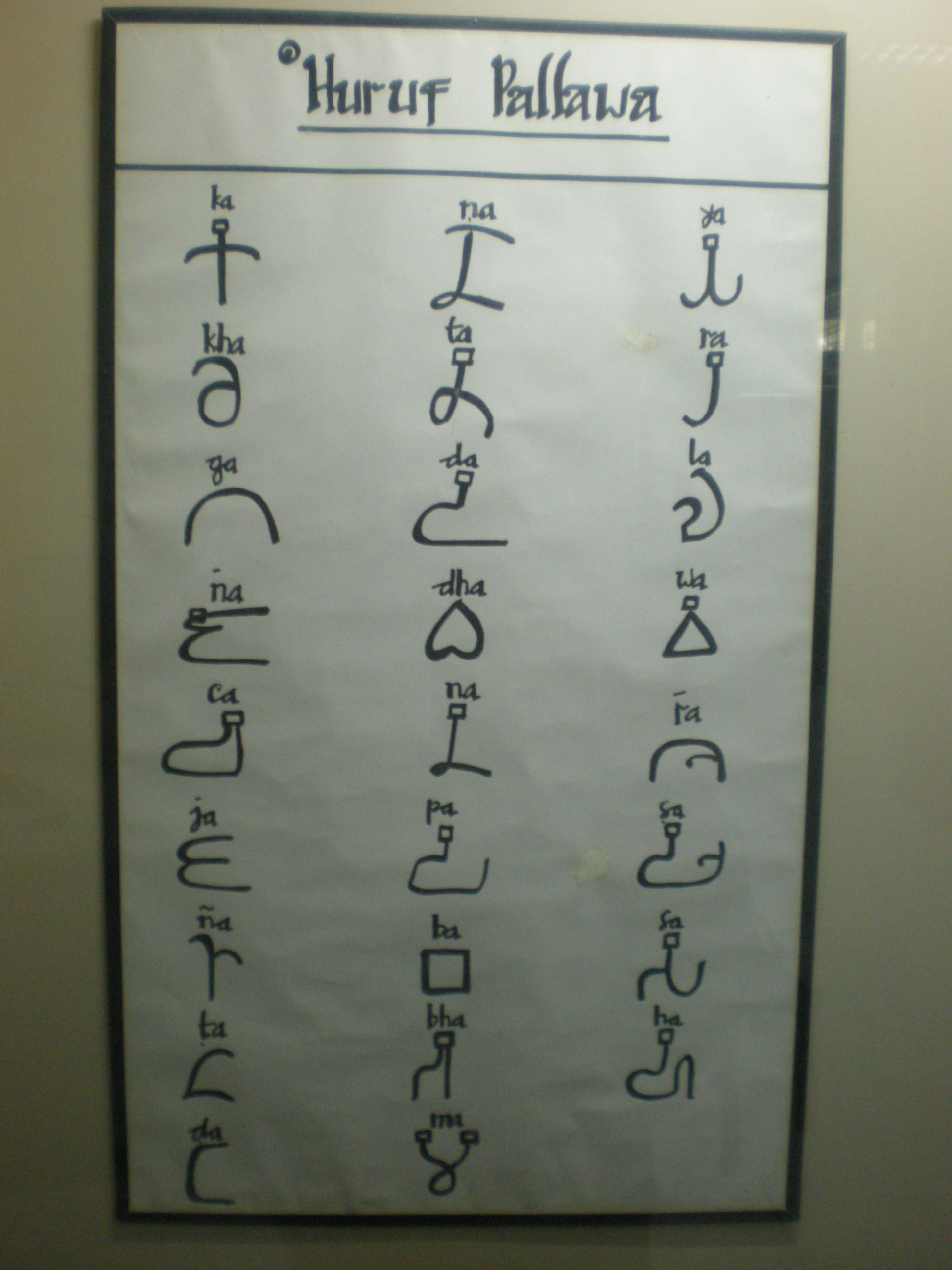
카담바-팔라바 문자
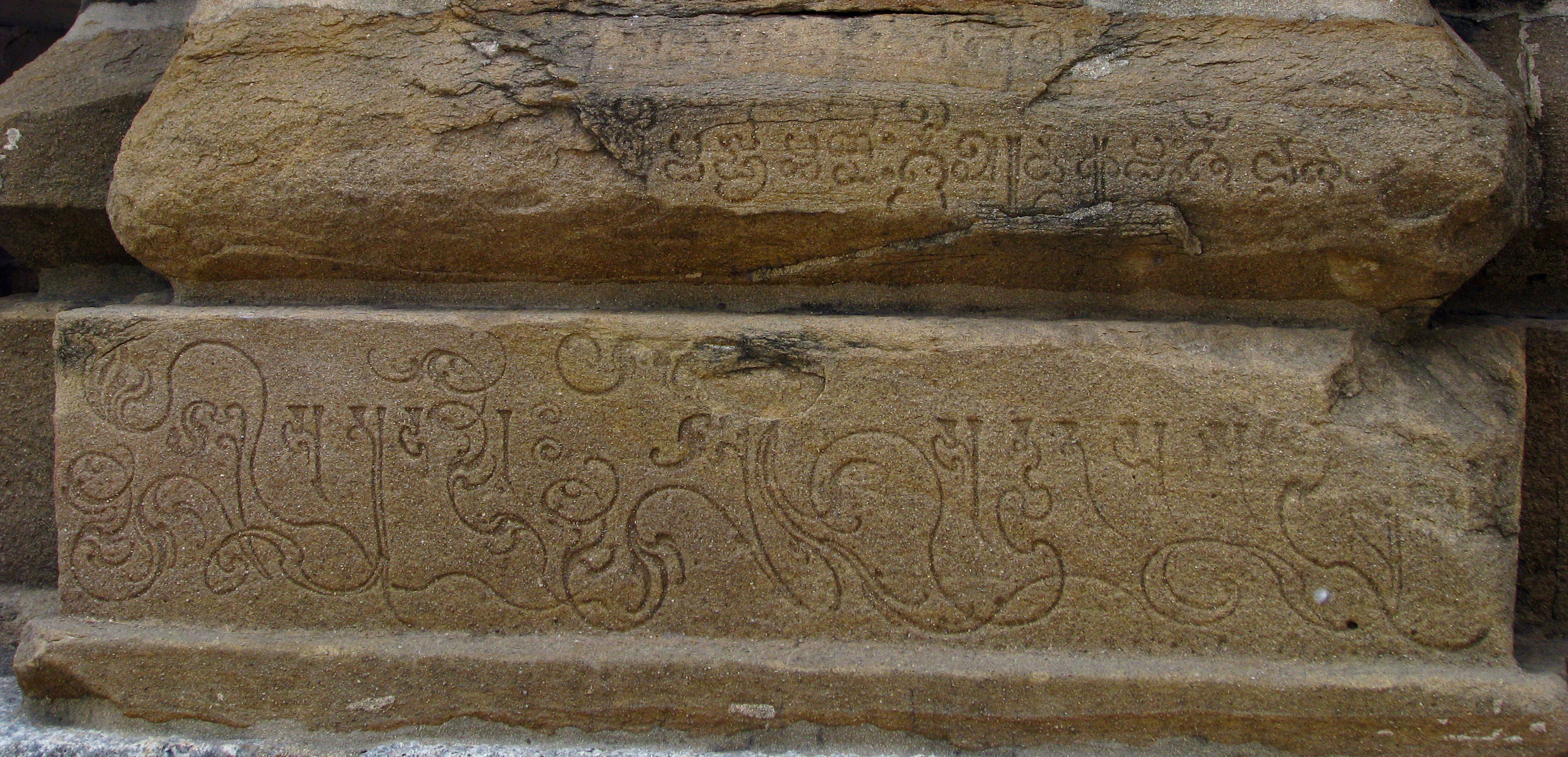
타밀나두주 칸치푸람의 8세기 사원인 카일라사나타 사원의 팔라바 문자 기록
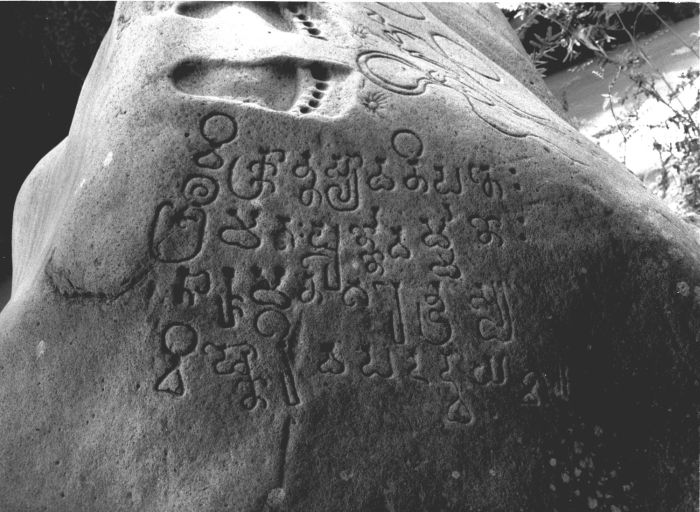
5세기의 팔라바 문자 새김글인 치아루테운 비문

## 참고 문헌
- Sivaramamurti, C, Indian Epigraphy and South Indian Scripts. Bulletin of the Madras Government Museum. Chennai 1999